# Sidin
Sidin (nep. सिदिन) – gaun wikas samiti we wschodniej części Nepalu w strefie Meći w dystrykcie Panchthar. Według nepalskiego spisu powszechnego z 2001 roku liczył on 778 gospodarstw domowych i 4697 mieszkańców (2330 kobiet i 2367 mężczyzn).